# 유럽의 아메리카 식민지화
유럽의 아메리카 식민화(영어: European colonization of the Americas)는 15세기 말 콜럼버스의 신대륙 발견을 계기로 유럽의 여러 민족이 건너가, 원주민 인디언의 문명을 멸망시키고 유럽 문명과 사회를 이식시킴으로써 비롯되었다.
에스파냐는 16세기 말까지 브라질을 제외한 모든 라틴 아메리카를 점령했다. 에스파냐가 식민지를 경영한 목적은 금·은의 채굴이었으며, 국왕의 직할 지배 아래 영위(營爲)되었다.
네덜란드는 서인도 제도, 기아나에 식민지를 건설하고 다시 맨해튼섬과 허드슨강변에 뉴네덜란드 식민지를 건설했다. 1621년에 서인도 회사를 설립하여 무역 활동을 했다.
프랑스는 17세기에 캐나다에 진출하여 루이 14세 시대에 미시시피강 일대에 광대한 루이지애나 식민지를 건설했다. 프랑스의 식민 활동은 모피 무역과 가톨릭의 포교를 주로 한 것으로, 인구도 적은데다, 국왕의 직접 지배하에 두고 있었다.
영국의 식민 활동은 1497년 존 캐벗의 북아메리카 동안(東岸), 체사피크 만 부근의 탐험으로 시작되었는데, 실제의 식민 활동은 엘리자베스 1세 시대였다. 험프리 길버트나 월터 롤리에 의하여 행해졌는데 주목할 만한 것은 없었다. 1606년 제임스 1세는 버지니아 회사(런던 회사)와 플리머스 회사에 특허장을 주어 식민과 무역에 관한 독점권을 인정했다. 버지니아 식민지가 1607년에 제임스 하구(河口)에 건설되어 태평양으로 나가는 방향이 탐색되었다. 제임스 1세의 국교 강제를 피하여, 청교도들이 종교나 정치의 자유를 찾아 북아메리카에 이주하여 뉴잉글랜드 식민지의 건설이나 가톨릭 교도의 메릴랜드나 찰스 2세의 특허장에 의한 영주 식민지(領主植民地)인 캐롤라이나 식민지 등 1732년까지 13개 식민지가 건설되었다.

## 초기 정복 및 영토 경쟁

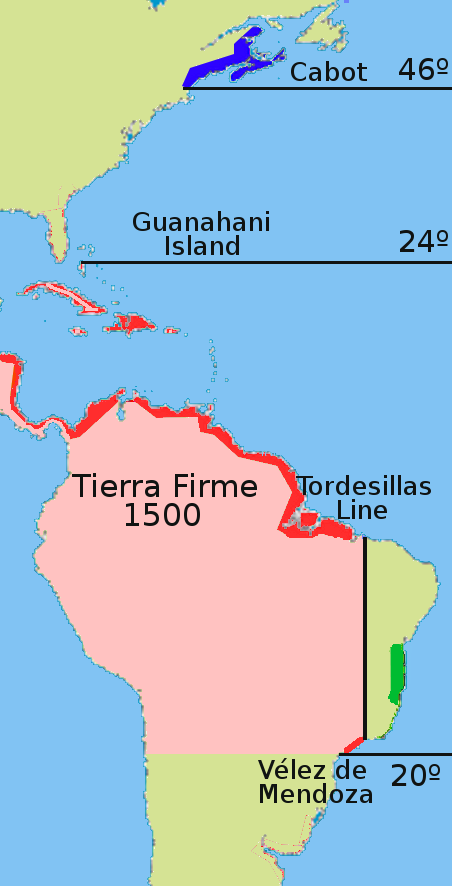
스페인과 포르투갈의 초기 아메리카 정복

유럽의 아메리카 정복은 1492년부터 시작되었다고 보는 것이 일반적인 견해이다. 그러나 캐나다의 일부 지역은 기원후 1,000년 경에 이미 바이킹의 발길이 닿은 것으로 보인다.
가장 먼저 탐험과 정복에 나선 것은 스페인과 포르투갈인들이었다. 1492년 레콩키스타를 끝낸 직후, 토르데시야스 조약을 통해 두 왕국은 유럽 외의 모든 영토를 둘로 쪼개는 권리를 교황에게서 인정받게 되었다. 경도선을 따라 대서양과 현대의 브라질 동부를 가른 이 조약과 바스코 누녜스 데 발보아의 태평양 발견(1513)으로 스페인은 아메리카 전역을 아우르는 거대한 제국을 성립하게 된다. 스페인 정복자(콩키스타도르) 에르난 코르테스는 아스텍을, 프란시스코 피사로는 잉카 제국을 정복했다. 그 결과, 16세기 중반, 스페인 왕국은 남아메리카 서부의 광대한 영토, 중앙아메리카, 북아메리카 남부와 일찍이 확보했던 카리브 해를 경영하게 되었다. 같은 때에 포르투갈은 동부 남아메리카를 차지하며 이를 브라질이라 이름붙였다.

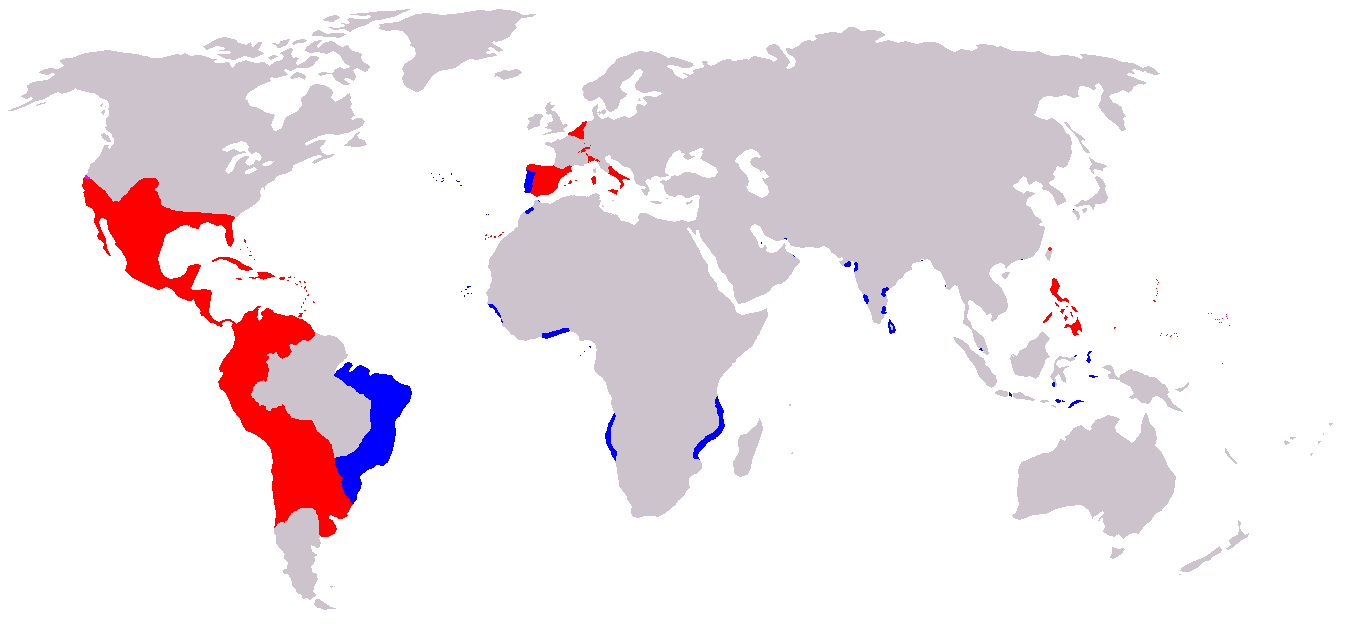
스페인 제국 및 포르투갈 제국(16세기)

다른 유럽 국가들 역시 곧 토르데시야스 조약을 거부하며 아메리카 정복에 나섰다. 잉글랜드와 프랑스는 16세기 아메리카에 식민지를 건설하려고 했으나 대부분 실패했다. 그러나 17세기에 이르러서는 잉글랜드, 프랑스는 물론 네덜란드 역시 영속적인 식민지를 건설하게 된다. 이러한 식민지는 스페인에 이미 정복되었거나 질병으로 인구가 몰살된 카리브 해, 플로리다 북쪽의 스페인에 정복되지 않은 북아메리카 일부에 자리했다.
북아메리카의 초기 유럽 식민지는 스페인령 플로리다, 스페인령 뉴멕시코, 잉글랜드령 버지니아(북대서양의 소머스 제도를 포함)와 뉴잉글랜드, 프랑스령 아카디아와 캐나다, 스웨덴령 뉴스웨덴, 네덜란드령 뉴네덜란드 등을 아우른다. 18세기에는 덴마크-노르웨이 제국이 그린란드의 식민지를 회복했고 러시아 제국이 알래스카를 획득했다.
점점 더 많은 국가들이 아메리카 식민화로 이익을 얻게 되자 영토 경쟁은 더욱 치열해졌고 식민지 거주자들은 이웃 식민지, 원주민, 해적 등의 공격 위협에 시달렸다.

## 초기 국가 지원 식민지 개척자
유럽인의 아메리카 활동의 효시는 스페인의 지원을 받은 크리스토퍼 콜럼버스였다. 그의 원 계획은 인도와 중국으로 향하는 항로를 발견하는 것이었지만 우연히 아메리카 대륙을 발견한 것이었다. 그를 뒤이은 자들로는 잉글랜드의 후원을 받아 뉴펀들랜드에 닿은 존 캐벗, 브라질을 발견하고 포르투갈의 영유권을 주장한 페드루 알바레스 카브랄, 역시 포르투갈을 위해 일했으며 아메리카를 이제까지 발견된 바 없는 새로운 대륙으로 확정지은 아메리고 베스푸치 등이 있었다. 지리학자들은 여전히 베스푸치의 라틴어 이름을 두 대륙을 합쳐 가리키는 이름으로 사용하고 있다. 이외에도 프랑스의 후원을 받은 조반니 다 베라차노, 포르투갈의 후원을 받아 뉴펀들랜드를 탐험한 조앙 바스 코르테-헤알과 캐나다의 사뮈엘 드 샹플랭(1567-1635) 역시 유럽인의 지리 인식을 크게 넓혔다. 1513년, 바스코 누녜스 데 발보아는 태평양 서안을 따라 파나마 지협을 건넜고, 발보아는 태평양과 그 해안이 닿는 모든 땅을 스페인 왕실령으로 선포했다. 쿠바의 선단 역시 유카탄을 발견했다.

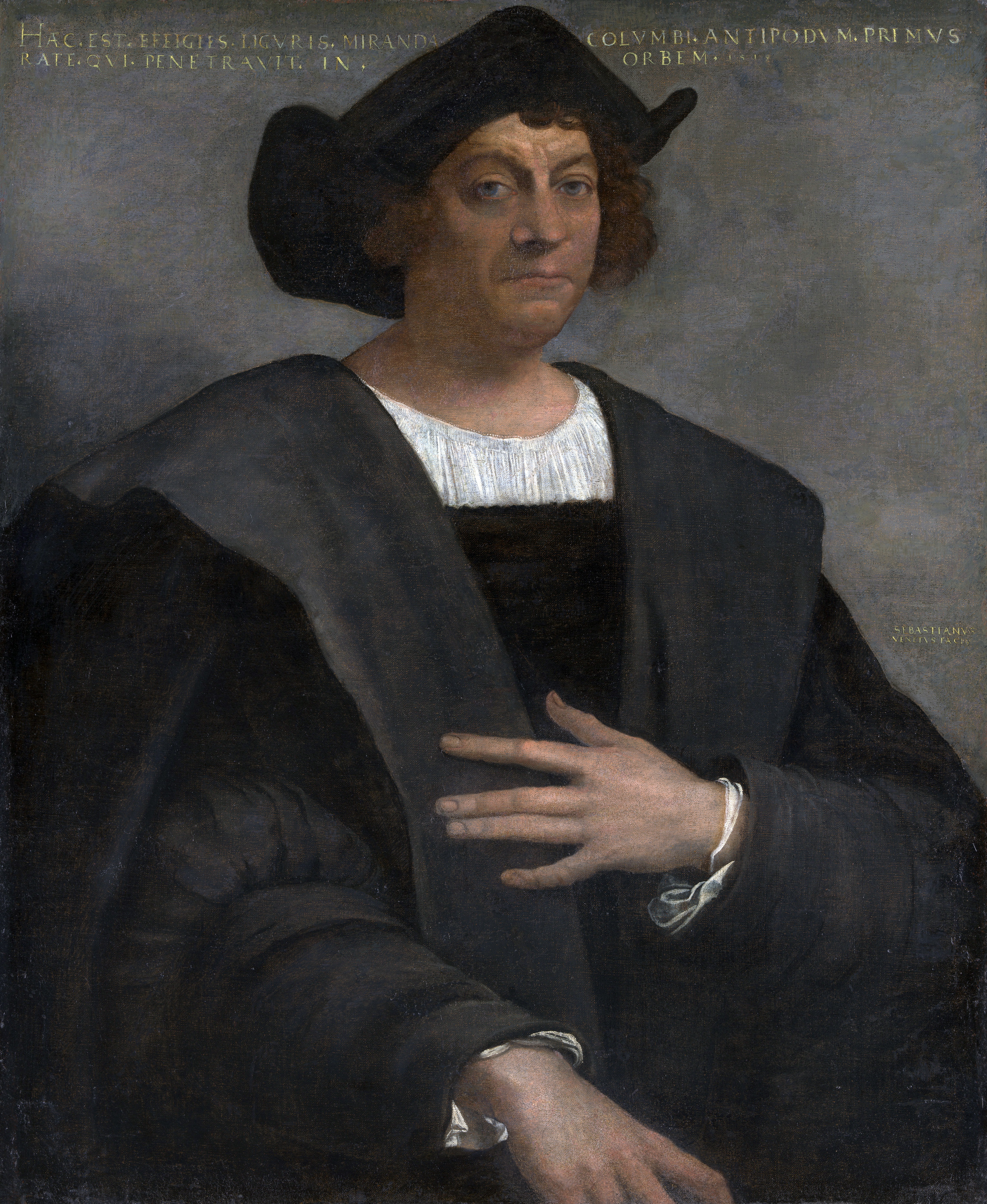
크리스토퍼 콜럼버스
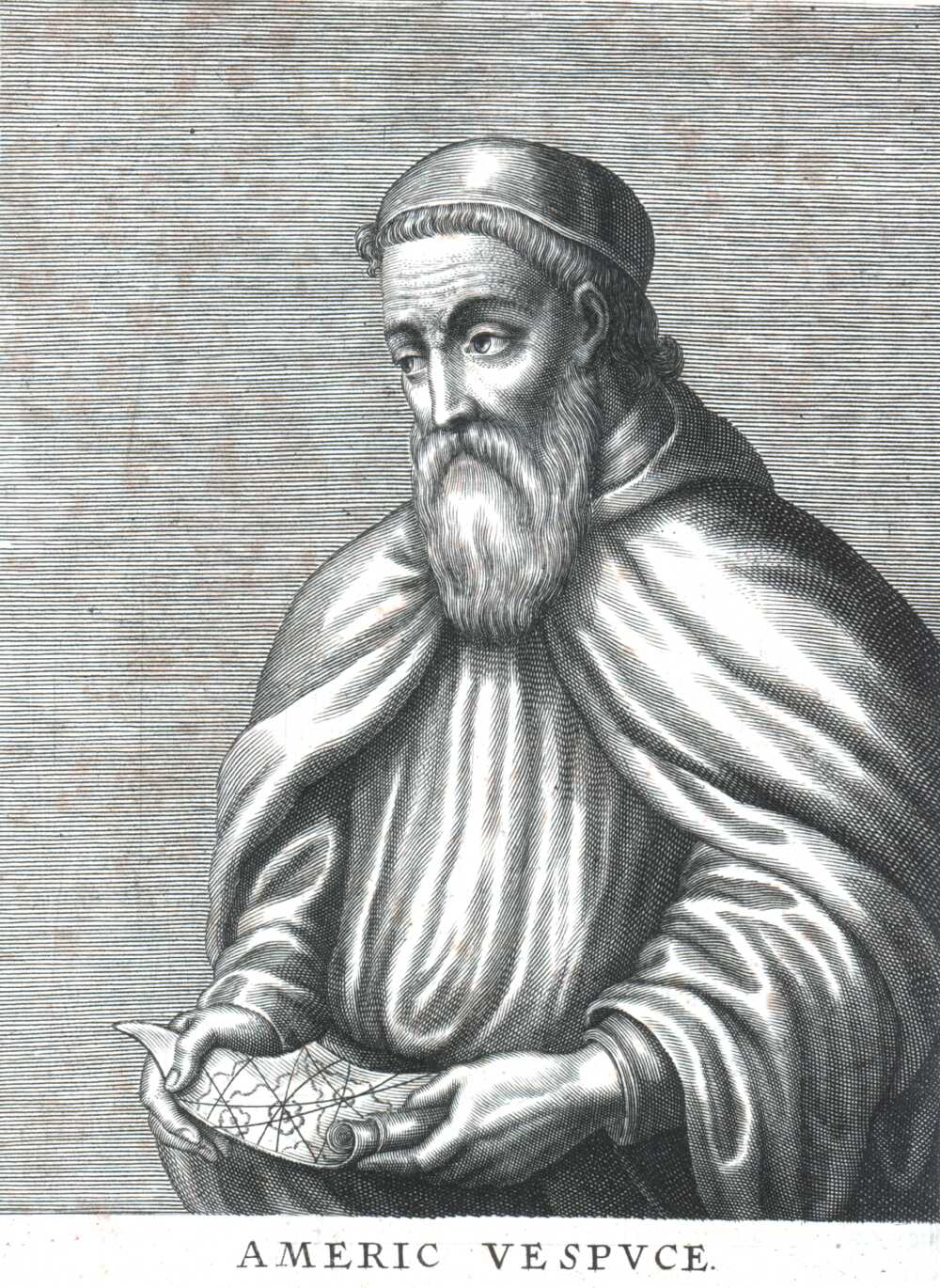
아메리고 베스푸치
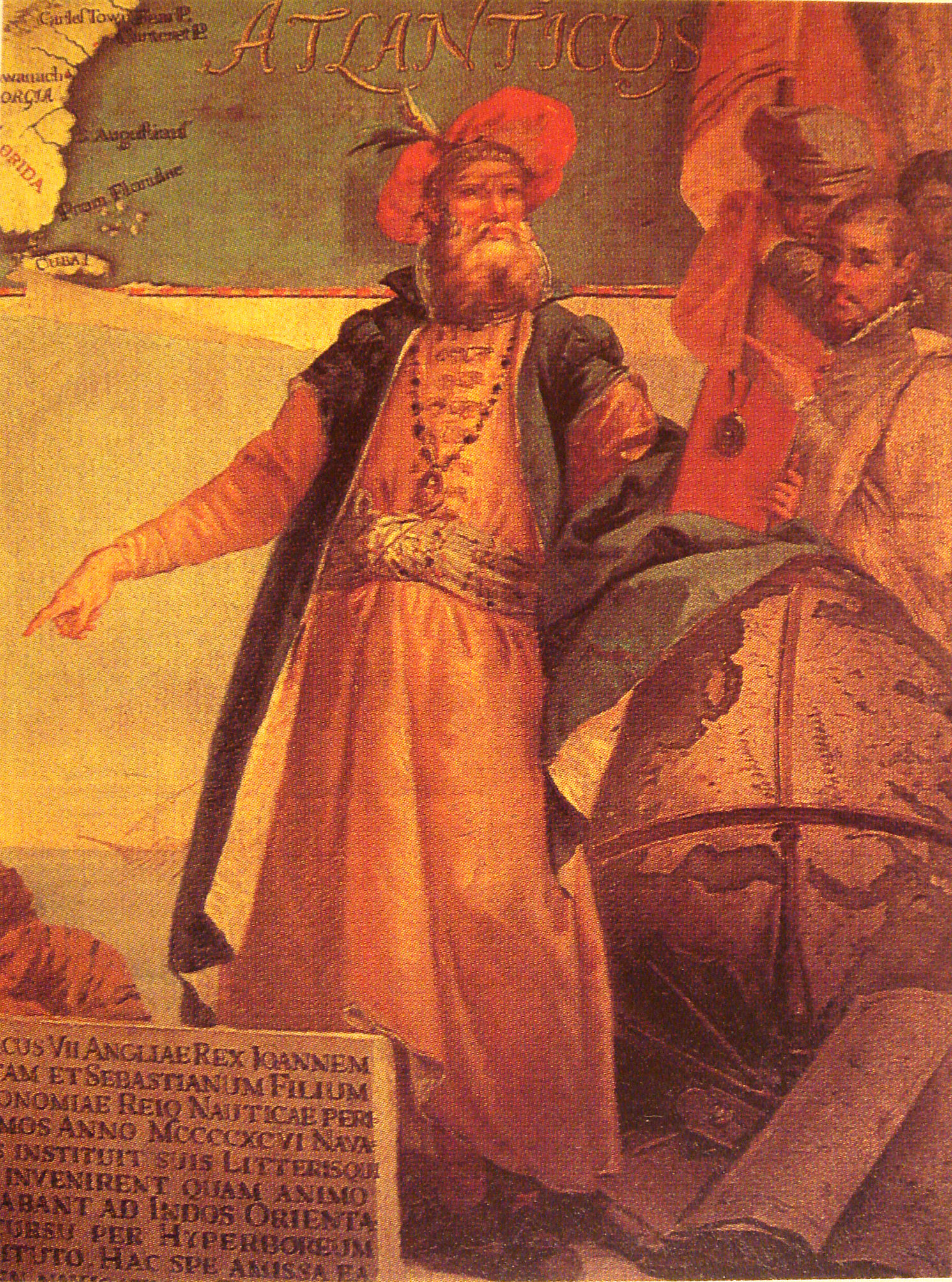
존 캐벗
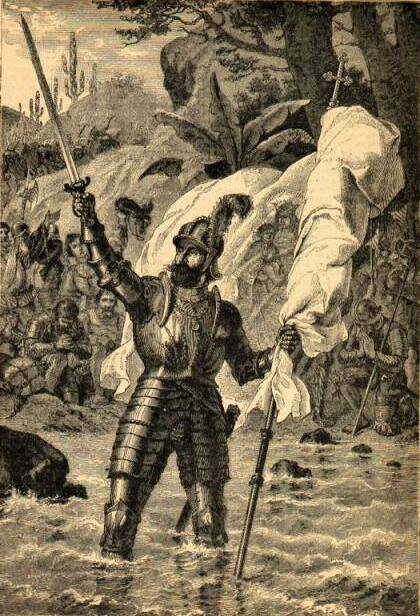
바스코 누녜스 데 발보아
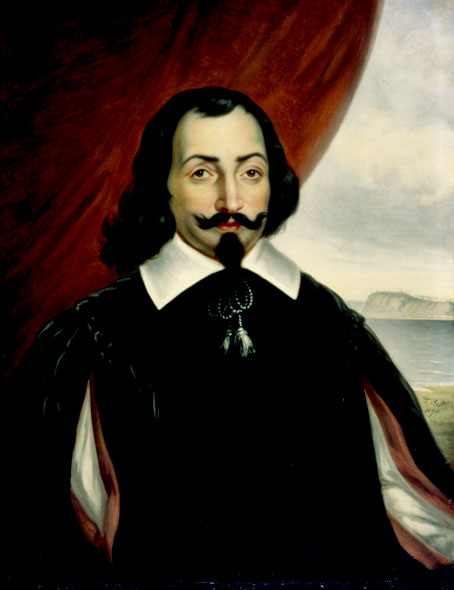
사뮈엘 드 샹플랭
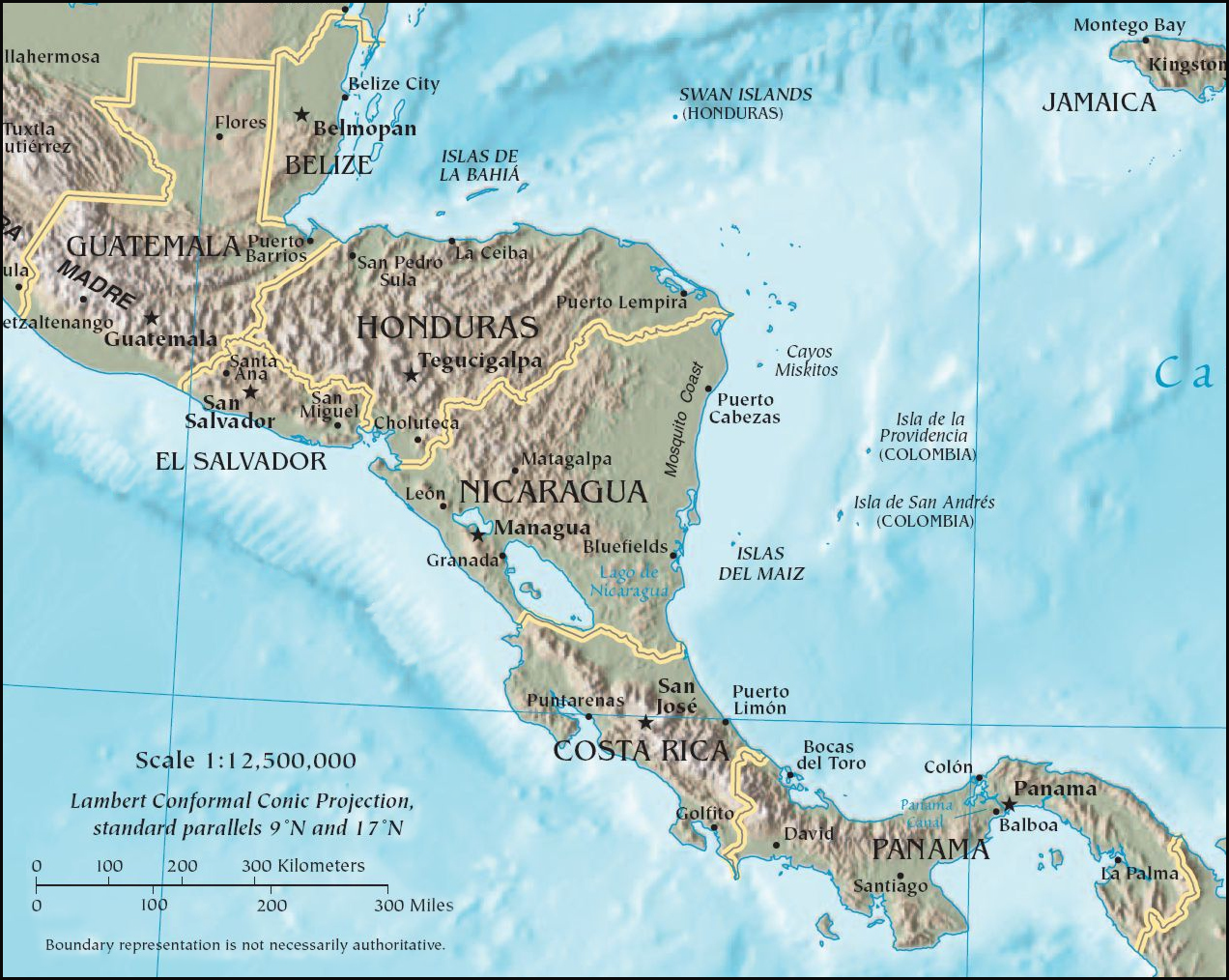
중앙아메리카 전역

## 이민자
초기 이민자들은 주로 개척자들로 이루어졌다.

## 같이 보기
- 대서양사
- 반데이란치
- 미국의 식민지 시대
- 콩키스타도르
- 제국주의
- 메노파
- 프란시스코 피사로
- 포르투갈 제국
- 버나드 베일린
- 새뮤얼 모리슨